# Jean de Montmorin
Jean de Montmorin  (mort en 1448), est un ecclésiastique qui fut évêque d'Agde de 1440 à 1448.

## Biographie
Jean de Montmorin est issu d'une ancienne famille d'Auvergne, il est le fils de Geoffroy seigneur de Montmorin et de Delphine de Thinières sa première épouse. 
Il est d'abord religieux bénédictin à l'abbaye de la Chaise-Dieu avant d’être admis en 1417 au chapitre noble des comtes de Lyon et de devenir prévôt de cette église en 1427, puis doyen du chapitre de Saint-Julien de Brioude et « comte » de cette collégiale le 21 avril 1428.
Docteur en droit de l'université il est aussi titulaire d'une charge de maître des requêtes et de prieur de Saint-Gilles de Surgères. Il est promu à l'épiscopat par une bulle pontificale d'Eugène IV du 12 décembre 1440 qui le nomme évêque d'Agde. Il assiste aux États du Languedoc à Béziers en février 1441 ainsi qu'à l'assemblée des prélats et des nobles du royaume convoqués par le roi Charles VII à Montauban cette même année. Jean de Montmorin est mentionné dans une sentence du 1er mars 1447 contre le procureur de Robert de Rouvres évêque de Maguelone le 1er mars 1447. Il meurt en 1448 et est inhumé dans sa cathédrale d'Agde.